# Pisón de Castrejón
Pisón de Castrejón es una localidad ubicada en la provincia de Palencia (España). Como núcleo de población pertenece al municipio de Castrejón de la Peña, constituyendo una pedanía.

## Geografía
Bien comunicado y muy cerca de Picos de Europa, son espectaculares sus vistas antes de la cosecha (agosto) como insignia de los campos de Castilla y León.
- Altitud: 1157 metros.
- Latitud: 42º 49' N
- Longitud: 04º 37' O

## Demografía
Evolución de la población en el siglo XXI
| Gráfica de evolución demográfica de Pisón de Castrejón entre 2000 y 2020 |
|                                                                          |
| Población de derecho (2000-2020) según el padrón municipal del INE       |

## Historia
A la caída del Antiguo Régimen la localidad se constituye en municipio constitucional que en el censo de 1842 contaba con 18 hogares y 94 vecinos, para posteriormente integrarse en Castrejón de la Peña .

## Patrimonio
- Iglesia de Nuestra Señora de la Asunción: del siglo XIII, es un bello ejemplo del Románico palentino.